# Mamilos (podcast)
Mamilos é um podcast brasileiro fundado em 2014 do gênero notícias e produzido pela B9. Apresentado pelas publicitárias Juliana Wallauer e Cris Bartis, é uma produção baseada em temas jornalísticos.

## História
O podcast Mamilos foi originalmente lançado em 2014, e seu conteúdo original trazia notícias polêmicas - em referência a um meme brasileiro de 2011 de um jovem que dizia que "mamilos são muito polêmicos". Com a popularidade do podcast, seu formato passou por algumas mudanças e recebeu o slogan "Jornalismo de peito aberto". Ao longo dos seus anos de produção, se tornou um dos podcasts de maior notoriedade no Brasil.

## Desempenho
Mamilos esteve frequentemente entre os podcasts de maior audiência no Brasil. O podcast estreou na parada de Top Podcasts da Apple Podcasts em novembro de 2014, alcançando o topo das paradas em 19 de novembro de 2014. Ao longo dos anos, o podcast manteve-se frequentemente entre os 15 podcasts da parada. Alcançou novamente o topo das paradas em 15 de junho de 2019.

## Controvérsias
Ao longo de sua história, o Mamilos recebeu críticas pela escolha de entrevistados e argumentação. O episódio 238, de título Finanças Pessoais, chegou a ser removido do catálogo do podcast pelas críticas que recebeu ao reunir, num único episódio, os youtubers Thiago Nigro e Nathália Rodrigues.

## Integrantes
- Juliana Wallauer (2014–atualmente)
- Cris Bartis (2014–atualmente)

## Prêmios e indicações
| Ano  | Premiação                    | Categoria | Trabalho | Resultado | Ref.         |
| ---- | ---------------------------- | --------- | -------- | --------- | ------------ |
| 2020 | MTV Millennial Awards Brasil | Podcast   | Mamilos  | Indicado  | [ 9 ] [ 10 ] |
| 2020 | Prêmio iBest                 | Podcast   | Mamilos  | Indicado  | [ 11 ]       |